# Разан (Марказі)
Разан (перс. رازان) — село в Ірані, у дегестані Салеган, в Центральному бахші, шагрестані Хомейн остану Марказі. За даними перепису 2006 року, його населення становило 353 особи, що проживали у складі 103 сімей.

## Клімат
Середня річна температура становить 13,17°C, середня максимальна – 31,96°C, а середня мінімальна – -8,43°C. Середня річна кількість опадів – 209 мм.
| Клімат поселення                              | Клімат поселення | Клімат поселення | Клімат поселення | Клімат поселення | Клімат поселення | Клімат поселення | Клімат поселення | Клімат поселення | Клімат поселення | Клімат поселення | Клімат поселення | Клімат поселення | Клімат поселення |
| Показник                                      | Січ.             | Лют.             | Бер.             | Квіт.            | Трав.            | Черв.            | Лип.             | Серп.            | Вер.             | Жовт.            | Лист.            | Груд.            |                  |
| Середній максимум, °C                         | 9,82             | 11,35            | 16,56            | 20,44            | 23,92            | 31,19            | 31,96            | 31,30            | 27,57            | 21,63            | 15,71            | 9,46             |                  |
| Середня температура, °C                       | 0,70             | 2,21             | 7,43             | 11,30            | 14,80            | 22,06            | 25,61            | 24,95            | 21,20            | 15,28            | 9,36             | 3,10             |                  |
| Середній мінімум, °C                          | −8,43            | −6,9             | −1,7             | 2,18             | 5,67             | 12,94            | 19,26            | 18,59            | 14,86            | 8,91             | 3,00             | −3,26            |                  |
| Норма опадів, мм                              | 36               | 34               | 37               | 24               | 15               | 2                | 2                | 1                | 1                | 7                | 21               | 29               |                  |
| Середньомісячна швидкість вітру, м/с          | 1.49             | 2.06             | 2.62             | 2.90             | 2.75             | 2.53             | 2.57             | 2.37             | 2.25             | 2.18             | 1.91             | 1.57             |                  |
| Середньомісячна сонячна радіація, кДж/м²·день | 9745             | 13078            | 15557            | 18811            | 22654            | 26690            | 25656            | 24359            | 21451            | 16080            | 11410            | 9364             |                  |
| --------------------------------------------- | ---------------- | ---------------- | ---------------- | ---------------- | ---------------- | ---------------- | ---------------- | ---------------- | ---------------- | ---------------- | ---------------- | ---------------- | ---------------- |
| Джерело:                                      |                  |                  |                  |                  |                  |                  |                  |                  |                  |                  |                  |                  |                  |